# Nuno Viveiros
Nuno Filipe Viveiros (n. 22 iunie, 1983) este un fotbalist portughez care evoluează pentru clubul de fotbal União Madeira pe postul de mijlocaș central.